# Украинские Карпаты
Украи́нские Карпа́ты (укр. Українські Карпати) — часть горной системы Карпат, расположенная на западе Украины преимущественно на территории Львовской, Ивано-Франковской, Закарпатской и Черновицкой областей. Длина от Сана до истоков Сучавы составляет 280 км, а ширина — более 100 км. Площадь более 24 тыс. км². Горные хребты, разделённые продольными впадинами и разграниченные глубокими поперечными долинами, протягиваются с северо-запада на юго-восток.

## Характеристика
Абсолютные высоты горной системы колеблются от 120—400 м у подножья гор до 500—800 м в межгорных впадинах и 1500—2000 м вдоль основных хребтов. Горы высотой более 2000 м: Говерла (2061 м) — наивысшая точка Украины, Бребенескуль (2032 м), Поп Иван (2020,5 м), Петрос (2020 м), Гутин-Томнатик (2016 м) и Ребра (2001 м). Эти горы расположены на массиве Черногора.
В геологической структуре преобладает мелово-палеогеновый флиш, есть выходы юрских известняков, палеозойских кристаллических сланцев. Неогеновые вулканогенные образования представлены андезитом, базальтами и прочими туфами.

## Классификация
Природа Украинских Карпат представлена складчатой системой территориальных единиц, что образуют высокогорный, среднегорный, низкогорный и предгорный ярусы.

## Описание ярусов
1. Высокогорный (с относительной высотой до 1500 м в осевой части гор)
  - Древнеледниково-высокополонинные флишевые горные ландшафты. Массив Черногора, Свидовец и прочие.
  - Древнеледниково-высокополонинные кристаллические ландшафты. Марамарошский массив и Чивчины.
2. Среднегорный
  - Полонины (высота до 1300 м). Полонинский хребет (Пикуй, Боржава, Красная и Стий).
  - Мощная внешняя гряда — среднегорно-разломовые ландшафты (высота до 1000 м). Восточные Бескиды, Покутско-Буковинские Карпаты.
  - Срединногорно-древневулканические ландшафты. Вулканические Карпаты (Маковица, Синяк, Великий Дил, Бужора и Тупой).
3. Низкогорный — простирается двумя полосами в середине гор и формируюют их краевые структуры. Высота более 400 м.
  - Межгорно-верховинские ландшафты связаны с Главным Карпатским водоразделом. Стрыйско-Санская и Воловецкая верховины; Межгорная, Верхнебыстрицкая, Ясинская, Ворохтянская и Верховинская впадины; Ужоцкий, Верецкий и Воловецкий перевалы.
  - Низкогорно-стремчаковые ландшафты — часть регионального разлома, который ограничивает флишем Карпаты на юге. Угольский и Свалявский хребты; карстовые пещеры.
4. Предгорный
  - Низкогорно-разломовые ландшафты (высота до 400 м). Юго-восток: междуречье Днестра, Стрыя, Свечи, Лимницы, Быстрицы, Прута, Черемоша и Сирета.
  - Холмогоро-впадинные ландшафты (высота до 300 м). Закарпатье: междуречье Тисы, Тересвы, Теребли, Рики, Боржавы и Латорицы.